# Forstau

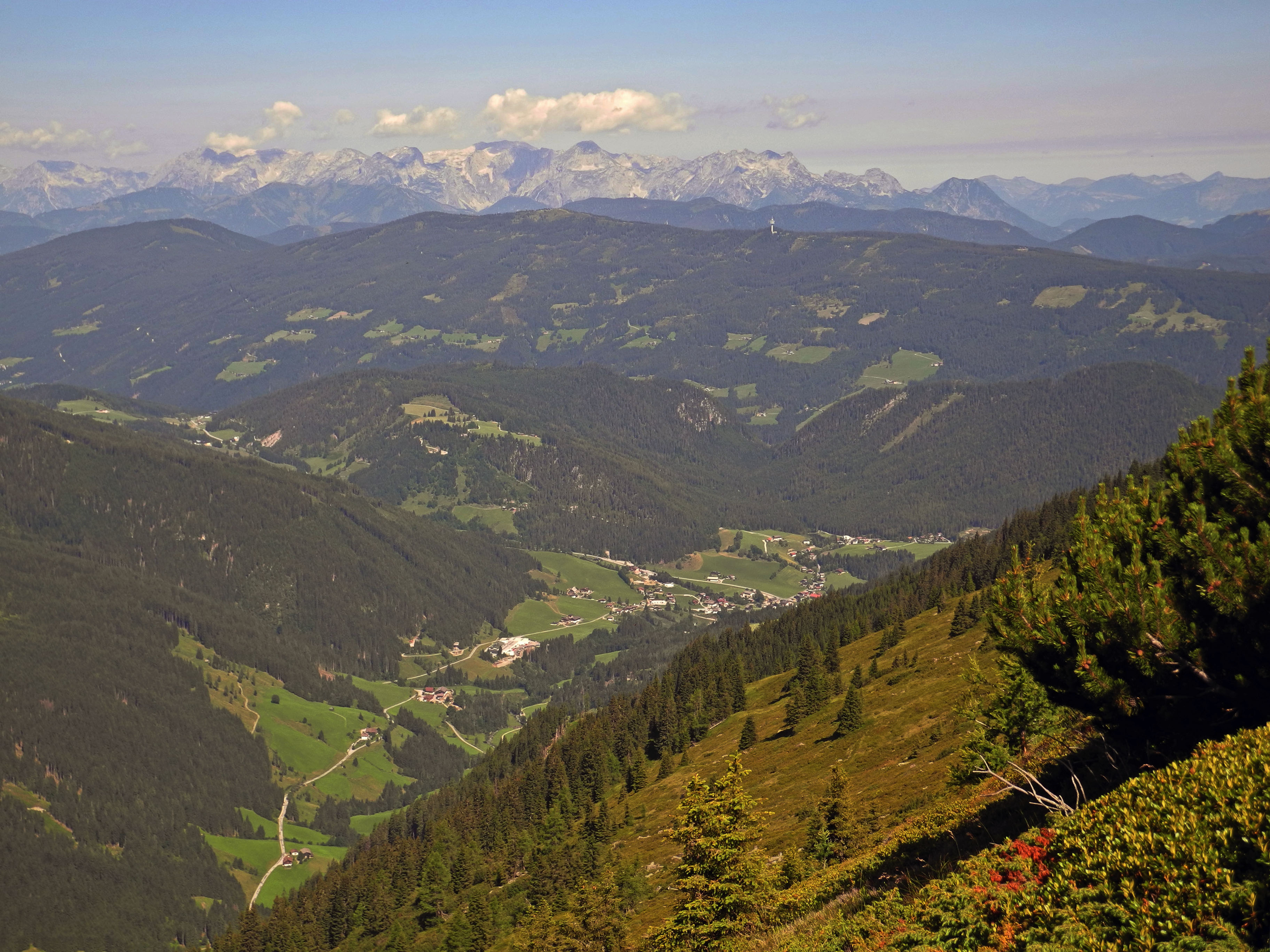
Blick von der Gasselhöhe auf Forstau, im Hintergrund das Tennengebirge.

Forstau ist eine Gemeinde mit 563 Einwohnern (Stand 1. Jänner 2024) im Bezirk St. Johann im Pongau des Bundeslands Salzburg in Österreich.

## Geografie
Die Gemeinde umfasst ein Hochtal zwischen Radstadt und Schladming, das Tal des Forstaubaches. Wie im Salzburgerland üblich, nennt man das Tal nur die Forstau. Die Gemeinde gehörte bis 2004 zum Gerichtsbezirk Radstadt und ist seit dem 1. Jänner 2005 Teil des Gerichtsbezirks Sankt Johann im Pongau.
Der tiefste Punkt der Gemeinde liegt auf 850 Meter Seehöhe am Forstaubach, wenige Kilometer bevor dieser bei Gleiming in die Enns mündet. Das Tal steigt steil bewaldet nach Osten und Westen bis 1800 Meter an. Darüber liegen Almen bis auf 2100 Meter. Die höchste Erhebung ist im Süden mit 2254 Meter der Rosskogel. Die Gemeindefläche beträgt fast sechzig Quadratkilometer. Davon ist die Hälfte bewaldet, vierzig Prozent sind Almen und sechs Prozent landwirtschaftliche Nutzfläche.

### Nachbargemeinden
|             | Radstadt                                    |                 |
| Untertauern | Kompassrose, die auf Nachbargemeinden zeigt | Schladming (GB) |
|             | Weißpriach (TA)                             |                 |

## Geschichte
Die erste Besiedelung erfolgte wahrscheinlich im Hochmittelalter. Erstmals urkundlich erwähnt wurde Forstau 1299.

## Politik

### Gemeinderat
| Gemeinderatswahl 2024Wahlbeteiligung: 94,7 % 50403020100 37,3 % (n. k. %p)34,7 % (−7,9 %p)28,1 % (−5,9 %p)n. k. % (−23,4 %p) LIFÖVPFPÖSPÖ20192024 |

Die Gemeindevertretung hat insgesamt 9 Mitglieder.
- Mit den Gemeindevertretungs- und Bürgermeisterwahlen in Salzburg 2004 hatte die Gemeindevertretung folgende Verteilung: 5 ÖVP, 3 SPÖ, und 1 FPÖ.
- Mit den Gemeindevertretungs- und Bürgermeisterwahlen in Salzburg 2009 hatte die Gemeindevertretung folgende Verteilung: 3 ÖVP, 3 SPÖ, und 3 FPÖ.
- Mit den Gemeindevertretungs- und Bürgermeisterwahlen in Salzburg 2014 hatte die Gemeindevertretung folgende Verteilung: 4 ÖVP, 3 SPÖ, und 2 FPÖ.
- Mit den Gemeindevertretungs- und Bürgermeisterwahlen in Salzburg 2019 hatte die Gemeindevertretung folgende Verteilung: 4 ÖVP, 3 FPÖ, und 2 SPÖ.[3]
- Mit den Gemeindevertretungs- und Bürgermeisterwahlen in Salzburg 2024 hat die Gemeindevertretung folgende Verteilung: 3 LF, 3 ÖVP und 3 FPÖ.[4]

|  | Hier fehlt eine Grafik, die leider im Moment aus technischen Gründen nicht angezeigt werden kann. Wir arbeiten daran! |

### Bürgermeister
- 1993–2019 Josef Buchsteiner (ÖVP)[5]
- 2019–2024 Josef Kocher (ÖVP)[6]
- seit 2024 Gregor Schwarz (LF)[7]

### Wappen
Das Wappen der Gemeinde ist:
„In silbernem Schild oben eine im Halbkreis abwärtshängende schwarze Kette, beiderseits mit einer geöffneten Handschelle endend, darunter auf grünem Boden, durchzogen von einem silbernen Wellenbalken, eine grüne Fichte, mit ihrem Wipfel die Kette bedeckend und überragend, links am Boden zwei grüne Büsche“.

## Kultur und Sehenswürdigkeiten

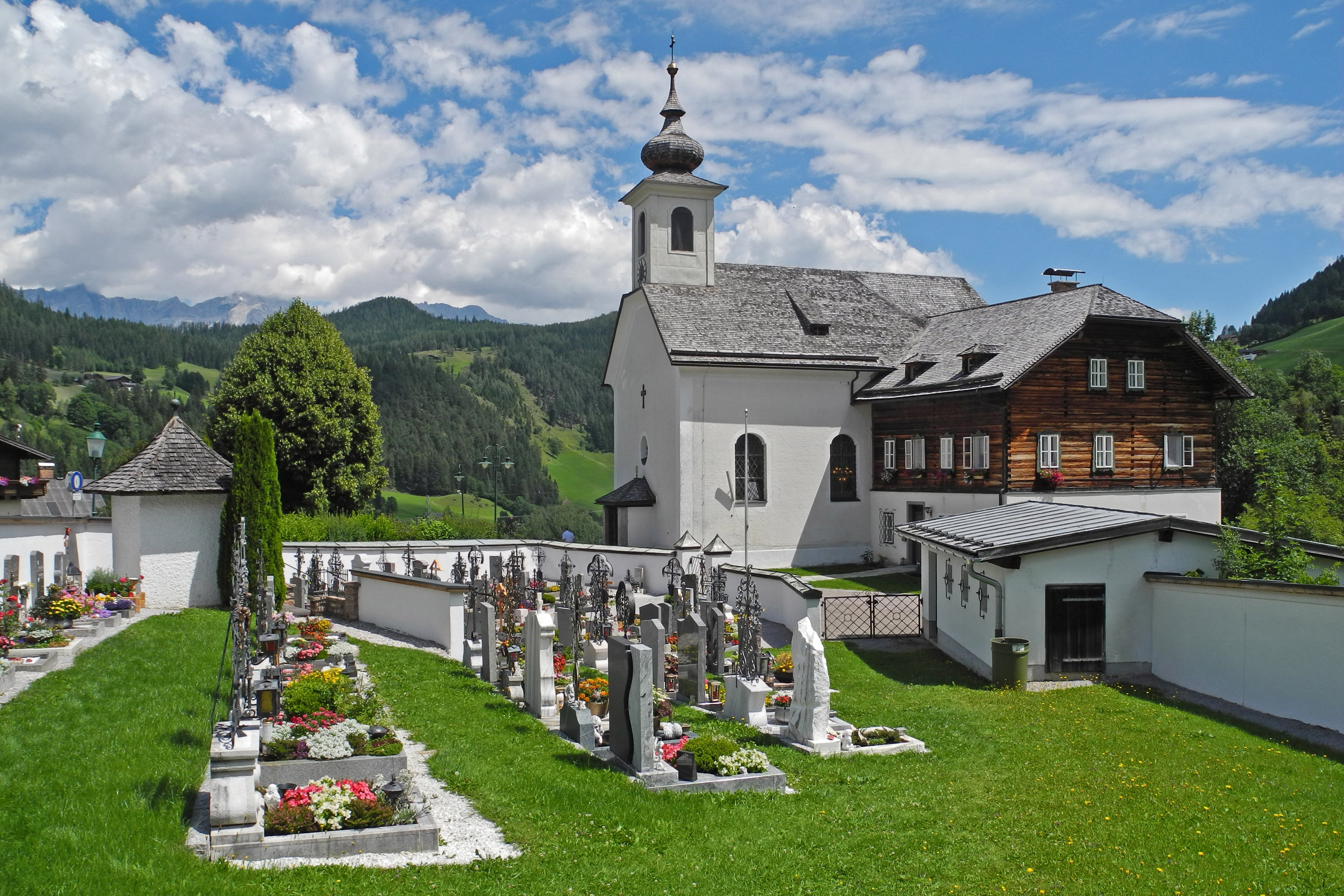
Pfarrkirche Forstau

### Bauwerke
- Katholische Pfarrkirche Forstau hl. Leonhard
- Lourdeskapelle: Ende des 19. Jahrhunderts, Besonderheit sind Tropfsteine aus Lourdes

### Bildende Kunst
- Holz-Skulpturen in der Fallhausalm des deutschen Bildhauers Roland Mayer: Das Tor, Der Wächter, Der Stuhl, Der Lebensbaum

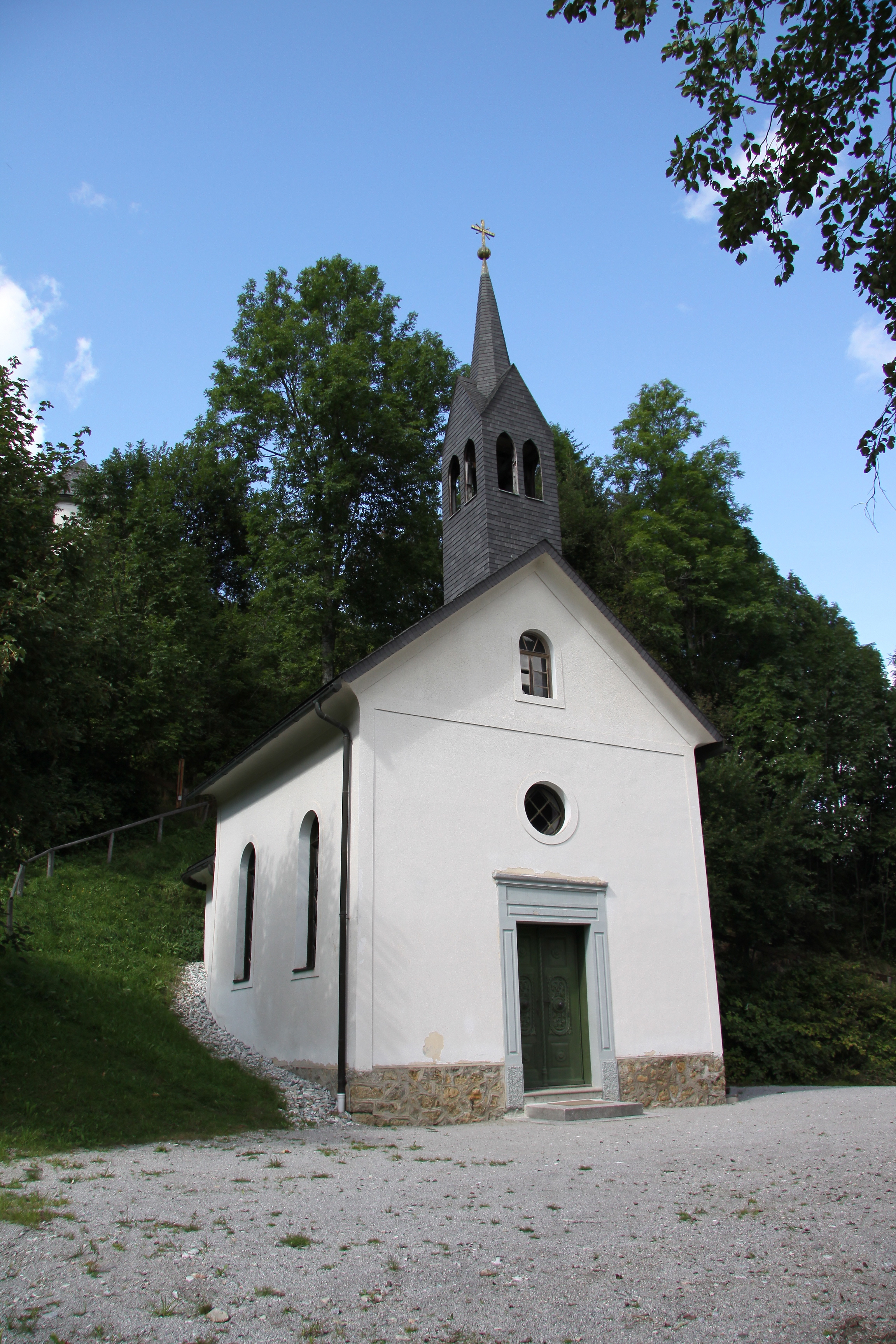
Lourdeskapelle
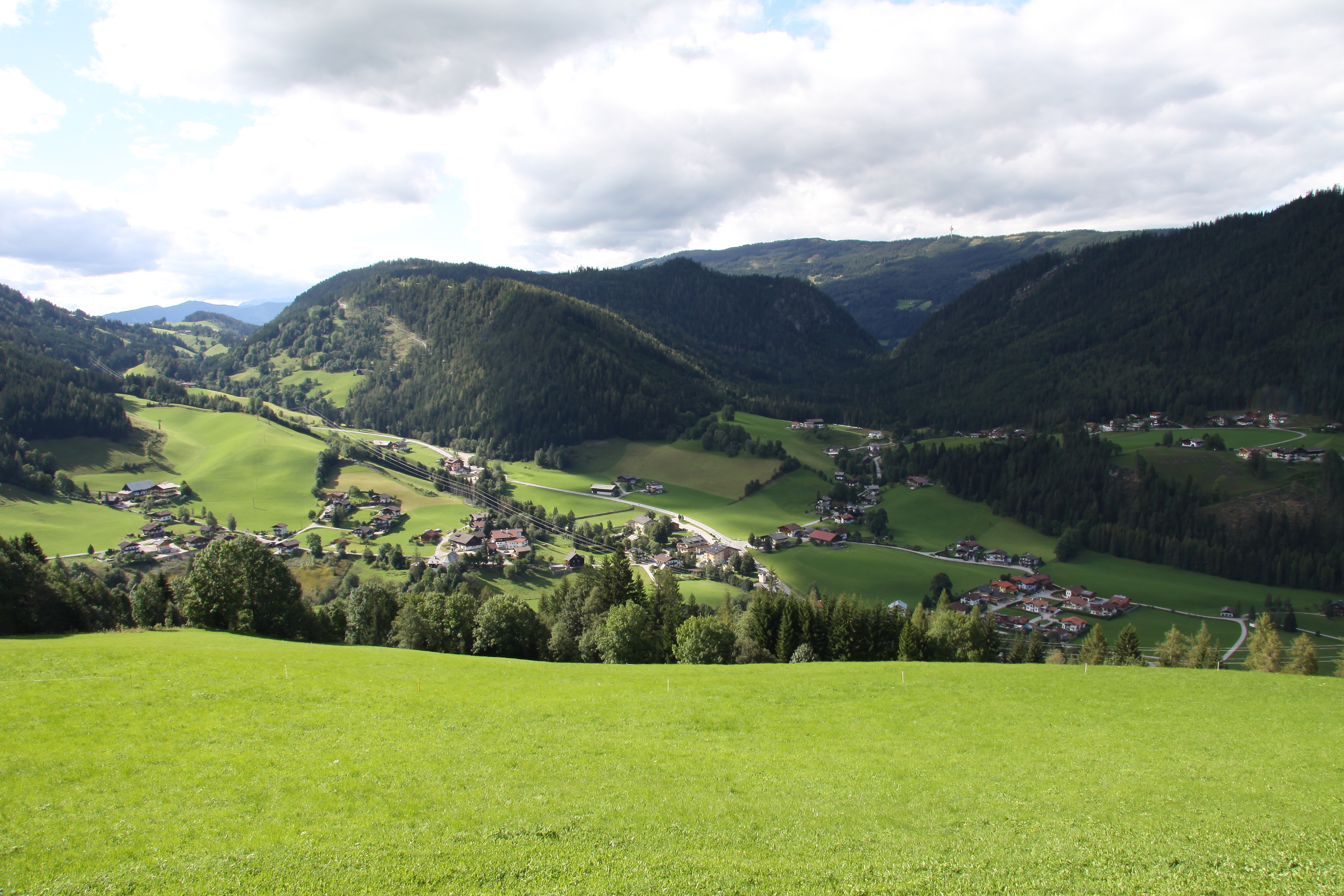
Forstau Überblick

### Sport
Westlich von Forstau befindet sich der Einstieg in das Skigebiet Fageralm.
Folgende Vereine sind in Forstau ansässig:
- SV Forstau Ski- und Fußballklub
- Tischtennisclub TTC-GKW-Forstau

### Regelmäßige Veranstaltungen
- Vereine Eisstockturnier im Jänner
- Alois Rohrmoser Gedenkrennen im April
- Dorffest im Juli
- Weinfest der FF-Forstau im August

## Wirtschaft und Infrastruktur

### Wirtschaftssektoren
Von den 35 landwirtschaftlichen Betrieben des Jahres 2010 waren zwölf Haupterwerbsbetriebe. Diese bewirtschafteten mehr als die Hälfte der Flächen. Im Produktionssektor waren 144 der 158 Erwerbstätigen im Bereich Herstellung von Waren beschäftigt. Die wichtigsten Arbeitgeber des Dienstleistungssektors waren die Bereiche Beherbergung und Gastronomie (21) und soziale und öffentliche Dienste (18 Erwerbstätige).
| Wirtschaftssektor            | Anzahl Betriebe | Anzahl Betriebe | Erwerbstätige | Erwerbstätige |
| Wirtschaftssektor            | 2011            | 2001            | 2011          | 2001          |
| ---------------------------- | --------------- | --------------- | ------------- | ------------- |
| Land- und Forstwirtschaft 1) | 35              | 38              | 15            | 37            |
| Produktion                   | 3               | 5               | 158           | 95            |
| Dienstleistung               | 38              | 38              | 51            | 57            |

1) Betriebe mit Fläche in den Jahren 2010 und 1999

### Unternehmungen
- ALBA Tooling & Engineering
- Elektrotechnik Mitterwallner GmbH
- Tischlerei Hohenwallner
- Martinas Dorfladen (Nahversorger)
- Forstauerwirt Eventgastronomie

### Fremdenverkehr
Forstau zählt jährlich rund 75.000 Übernachtungen, wovon die Hälfte auf die Monate Jänner, Februar und März entfällt.

### Kraftwerk
Die Österreichischen Bundesforste betreiben das Kleinwasserkraftwerk Forstaubach.

### Bildung
- Kindergarten
- Volksschule

## Persönlichkeiten
- Sebastian Haidacher (1866–1908), römisch-katholischer Priester und Kirchenhistoriker